# Joan Ferran

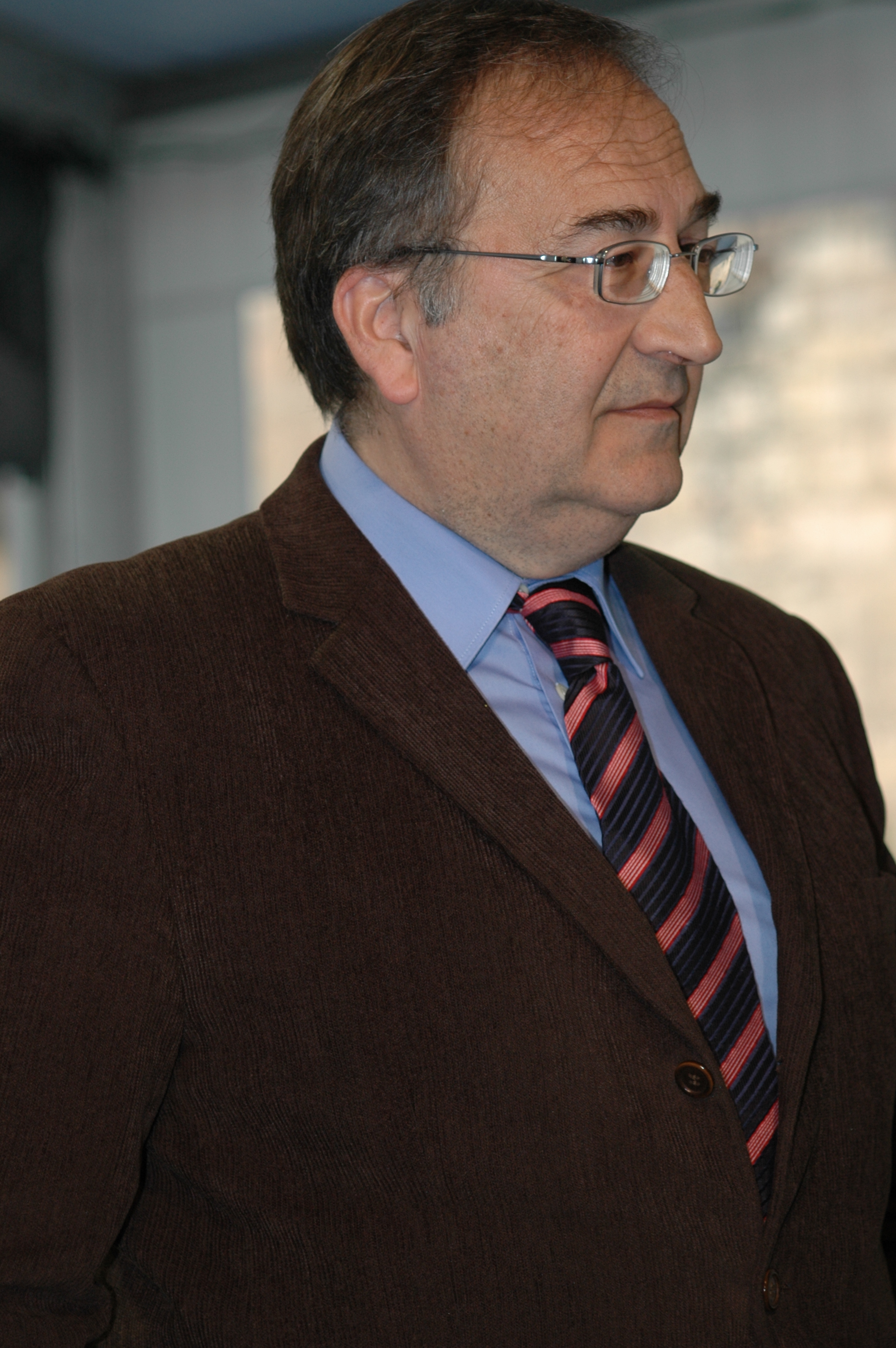
Joan Ferran en la Semana del libro en catalán en San Cugat el 2009.

Joan Ferran i Serafini (Barcelona, 1951) es un político español. Licenciado en filosofía y letras y diplomado en historia contemporánea por la Universidad Autónoma de Barcelona. Durante los años 1970 pasó por las asociaciones Barrio Popular, por FJIL, por la CNT Fue encarcelado por el régimen franquista y liberado gracias a la amnistía de 1977, reciclándose políticamente ingresando al Partido de los Socialistas de Cataluña. Ha trabajado en el sector de la enseñanza y también como asesor técnico de la primera tenencia de alcaldía del Ayuntamiento de Barcelona (1988-1990). Ha escrito artículos de opinión en diversos medios de comunicación. Es director de la revista trimestral La Rosa de Barcelona.
Afiliado a la Unión General de Trabajadores (UGT) y militante del Partido de los Socialistas de Cataluña (PSC-PSOE), ha sido director de Promoción Cívica del Ayuntamiento de Barcelona (1990-1992) y diputado por la provincia de Barcelona en las elecciones al Parlamento de Cataluña de 1992, 1995, 1999, 2003, 2006 y 2010.Miembro de la Comisiómn Ejecutiva del PSC (2000-2011) Primer secretario PSC de Barcelona(2001-2008).Se le ha ubicado generalmente en los sectores de izquierda del socialismo catalán,crítico con el nacionalismo, activo en los movimientos de solidaridad internacional y simpatizante de los movimientos animalistas. Participó como observador internacional en distintos eventos (Referéndum chileno de 1988, Elecciones en Salvador y Guatemala, consejo de guerra a Plácido Micó en Guinea E) Participó también en el Foro Social Mundial de Porto Alegre y gestionó con ONG ayuda humanitaria para Irak. 
Fue, desde diciembre de 2006 a octubre de 2010, portavoz adjunto del grupo parlamentario Socialistas - Ciudadanos por el Cambio (PSC-CpC) en el Parlamento.
Se dio a conocer al gran público a través de una polémica entrevista en El Periódico de Catalunya, de 4 de diciembre de 2007, donde Ferran denunciaba la existencia de una “costra nacionalista” en los medios de comunicación públicos catalanes (TV3 y Catalunya Ràdio) respecto de los cuales se afirmaba Cuando un director de programa pronuncia arengas como las que se oyen a primera hora de la mañana en Catalunya Ràdio disfrazadas de información confunde a sus oyentes, que piensan que lo que reciben es información. En una emisora pagada con el dinero de todos los ciudadanos, los que son nacionalistas y los que no lo son, esto es intolerable, aunque el locutor sea una estrella del star system engordado en el último cuarto de siglo, haciendo referencia al periodista Antoni Bassas responsable, desde 1995 hasta 2008, del programa El matí de Catalunya Ràdio. Unos meses después, Antoni Bassas abandonaba Catalunya Ràdio. Tertuliano asiduo de programas radiofónicos y de televisión.En la actualidad[¿cuándo?] colabora en diferentes publicaciones y diarios digitales.

## Obras
- El brazo friki del procés y del posprocés (2023)
- Flores de arcén (2022)
- Bajo el murmullo de los alisios (2021)
- El complot de los desnortados (2019)
- Desde la Aspillera (2018)
- Apùntes de necio (2016)
- Esperando a Noé entre el Diluvio y la independencia (2015)
- Destapando a Duran, el fin de una apariencia (2012)
- El quadrenni dels barbars (2011)
- Maleïda Crosta (2009)
- Murmullos de apátrida (2008)
- Entre tiempos (2006)
- Els pamflets d'en Ferran (2006)
- El llenguatge subterrani de la política (1982)